# Кюстер, Генрих Карл
Генрих Карл Кюстер (1807—1876) — немецкий малаколог и энтомолог.
С 1836 года работал инструктором в торговой школе (Gewerbschule) в Эрлангене. Совершил научные экскурсии в Сардинию (1831), а также в Далмацию и Черногорию (1840—1841).
Он был автором многотомной серии «Жуки Европы, описанные с натуры» (1844—1912), которые были продолжены Эрнстом Густавом Крацем и Фридрихом Юлиусом Шильским. Кроме того, он предоставил рисунки для орнитологической работы Карла Вильгельма Гана «Птицы из Азии, Африки, Америки и Новой Голландии в изображениях, основанных на природе, с описаниями».